# Geologisk lagring av koldioxid

Illustration som visar hur koldioxid på olika sätt kan fångas upp.

Geologisk lagring av koldioxid (CO2), Carbon Capture and Storage, CCS, är en teknik där koldioxid från större punktutsläpp av koldioxid, såsom kolkraftverk, gaskraftverk, stålverk och cementindustrier, avskiljs från rökgaser och lagras i geologiska formationer djupt under markytan eller havsbottnen. Det är ett sätt att minska de antropogena koldioxidutsläppen till atmosfären, vilka annars bidrar till global uppvärmning.
2009 presenterade EU ett direktiv angående geologisk lagring av koldioxid. Detta implementerades i svensk lag i juni 2011, genom ett allmänt svenskt förbud för lagring. I juni 2012 fattade riksdagen beslut om den nya lagstiftningen som rör geologisk lagring av koldioxid. Från och med januari 2013 tillåts geologisk lagring av koldioxid och regleras i svensk lag genom miljöbalken.
Genom att lagra koldioxid från biomassa med BECCS-teknik från punktkällor såsom etanolfabriker, pappersmassabruk och bioenergiverk, kan minusutsläpp av koldioxid uppstå, vilket innebär ett nettoutflöde av koldioxid ur atmosfären.
FN:s klimatpanel IPCC såväl som Internationella energirådet IEA och OECD har visat att geologisk lagring av koldioxid är en nyckelteknologi för att kunna nå viktiga klimatmål. Även koldioxidlagring i kombination med biomassa (BECCS) är avgörande för att kunna nå inte bara 350 ppm-målet (vilket är lägre än dagens koncentration), utan även 450 ppm-målet och 2-gradersmålet.
I december 2012 offentliggjorde Naturvårdsverket en rapport om Sveriges långsiktiga klimatstrategier. I rapporten framhålls betydelsen av koldioxidlagring, både på fossila och biogena utsläppskällor, för att Sverige skall kunna nå noll i nettoutsläpp år 2050.

## Tekniken
Tekniken för koldioxidlagring består av tre delmoment: avskiljning, transport och lagring.

### Avskiljning
För avskiljning av koldioxid har det funnits användbar teknik länge. Vid avskiljningen kan rökgaserna till exempel tvättas med ammoniak, varvid ammoniumkarbonat bildas, som sedan under upphettning delas upp i ammoniak, koldioxid och vattenånga. Ammoniaken kan sedan återanvändas. Om koldioxiden skall infångas från en förbränningsprocess kan en annan teknik användas där förbränning sker i rent syre. Denna metod kallas för oxy-fuel-teknik. Det finns även andra tekniker såsom så kallad chemical looping, pre-combustion capture m.fl.

### Transport
Med hjälp av kompressorer skapas ett så högt tryck så att koldioxiden når ett superkritiskt tillstånd, ett mellanting mellan gas och vätska. Den kan därefter transporteras i rörledningar eller med båt (och i småskaliga anläggningar med lastbil) till lagringsplatsen.

### Lagring
Lagringsplatsen för koldioxid finns i främst den sedimentära berggrunden på minst 800 meters djup eftersom det där råder tryck- och temperaturförhållanden som gör att koldioxiden fortsatt håller sig i superkritiskt tillstånd. Lagring kan ske på olika platser där kanske de mest aktuella är tömda olje- och gasfält, djupa saltvattensakviferer och djupt liggande kolflötslar. 
En förutsättning för att kunna lagra koldioxid är att det vid lagringsplatsen finns en takbergart som förhindrar att koldioxiden läcker upp till markytan. Takbergarten består av ett tätt lager, som till exempel skiffer eller lera, som förhindrar att koldioxiden kan migrera uppåt och läcka upp till markytan eller havsbottnen.  
Enligt geologiska modelleringar och observationer av platser där det naturligt finns koldioxid i marken förväntas koldioxiden ligga kvar i miljontals år.

#### Djupa saltvattensakviferer
Vid geologisk lagring av koldioxid i djupa saltvattensakviferer injekteras koldioxiden ner till en lämplig geologisk formation på ett djup av minst 800 meter. Detta kan till exempel vara en porös och permeabel sandsten. Väl nere i akviferen reagerar koldioxiden på olika sätt. Dels sker det en kemisk reaktion med den salta formationsvätskan där koldioxiden löses upp, men det finns också en långsammare process där koldioxiden reagerar med olika ämnen i den geologiska formationen och bildar nya mineral. 

#### Tömda olje- och gasfält
Förutsättningarna för lagring i tömda olje- och gasfält är liknande de som för djupa saltvattensakviferer. Fördelen med dessa områden är att det redan finns detaljerad geologisk information som använts vid prospektering och utvinning av olja och naturgas. Dessa platser har också redan visat att det finns en säker takbergart eftersom de tidigare fungerat som lager åt kolväten.

#### Djupa kolflötsar
Vid lagring av koldioxid i djupa kolflötsar adsorberar koldioxiden på kolet och binds därmed till bergarten.

#### Basalt
Vissa typer av bergarten basalt kan förenas kemiskt med koldioxid, varvid kalksten bildas. Koldioxiden pumpas då ner i berggrunden löst i vatten. Basalt är vanligt förekommande i jordskorpan, varför tekniken anses lovande.

## Anläggningar
Redan idag (oktober 2017) finns 21 storskaliga anläggningar för koldioxidlagring runt om i världen som är operativa eller under uppbyggnad. Lagringstekniken som används för att injektera koldioxid har använts inom petroleumindustrin med start i USA på 1970-talet. Då främst för att skapa ett högre tryck i olje- och gaskällorna och därmed lättare få upp oljan och gasen.

### Sleipner
Sedan 1996 har Statoil använt sig av koldioxidavskiljning vid Sleipnerfyndigheten vid Utsira i Nordsjön. Där separeras 2800 ton koldioxid varje dag från naturgasen och pumpas sedan ner i sandstensformationen. Totalt har mer än 16 miljoner ton koldioxid lagrats sedan starten av projektet.

### Decatur
I delstaten Illinois i USA finns världens första storskaliga anläggning för minusutsläpp av koldioxid, baserad på BECCS-tekniken, där bland annat det svenska företaget Biorecro deltar. Sedan den 4 november 2011 lagras där 300 000 ton koldioxid per år. År 2013 kommer denna kapacitet att ha byggts ut till 1 000 000 ton per år.

### Schwarze Pumpe
Vattenfall beslutade år 2005 att bygga en försöksanläggning för CCS i Tyskland, tillsammans med ett mindre kolkraftverk på 30 MW, nära Vattenfall-ägda kolkraftverket Schwarze Pumpe på 1600 MW. Anläggningen invigdes den 9 september 2008  och totalt har 1 515 ton koldioxid från testanläggningen transporterats till och lagrats i en salin akvifer under den tyska orten Ketzin. Anläggningen med avskiljning fungerade men har lagts i malpåse då man inte fått acceptans för fortsatt lagring av den avskilda koldioxiden.

### Det norska fullskaliga CCS-projektet
50 kilometer från kusten vid Mongstad finns Smeaheia som uppfyller kraven för säker lagring under lång tid. Projektet beräknas starta 2022 med injektering av ca 1,3 Mt koldioxid per år. Det blir det  första CCS-projektet i Norge som påbörjats på basis av EU:s CCS-direktiv.

### Lagringsmöjligheter i Sverige
Enligt SGU finns det i Sverige två platser som är intressanta för geologisk lagring av koldioxid - sydöstra Östersjön och sydvästra Skåne med omgivande havsområde.

## CCS-tekniken ifrågasätts
Studier, presenterade i tidskriften Environmental Research Letters 7 (2012), som undersökt resultatet på uppvärmningen av olika miljöinsatser ifrågasätter om det inte är bättre att satsa på annan miljöteknik än CCS. Livscykelanalys på CCS-anläggningar visar att utsläppen från konstruktion och drift är betydande så att det kan ta hundratals år innan man får väsentliga nettoeffekter. Denna slutsats stöds inte av organisationer såsom exempelvis FN:s klimatpanel IPCC, vilka betonar betydelsen av koldioxidlagring (CCS) för att nå ambitiösa klimatmål.